# Kommendation
Als Kommendation (lat. commendare = anvertrauen) bezeichnet man die rituelle Handlung, durch welche sich ein Vasall in ein persönliches Treueverhältnis zu seinem Schutzherrn begab. Die Zeremonie bestand darin, kniend die gefalteten Hände in die Hände des sitzenden Lehnsherrn zu legen (Handgabe). Dieser Akt wird Lehnnahme genannt. Danach schwört der Lehnsherr seinen Treueid; hier spricht man vom Lehnseid.
Die Kommendation begründete einen personengebundenen Vertrag, der mit dem Tode einer der beiden Parteien erlosch.
Im Lehnswesen wurde die Kommendation durch die lehnsrechtliche Investitur abgelöst.